# Laça

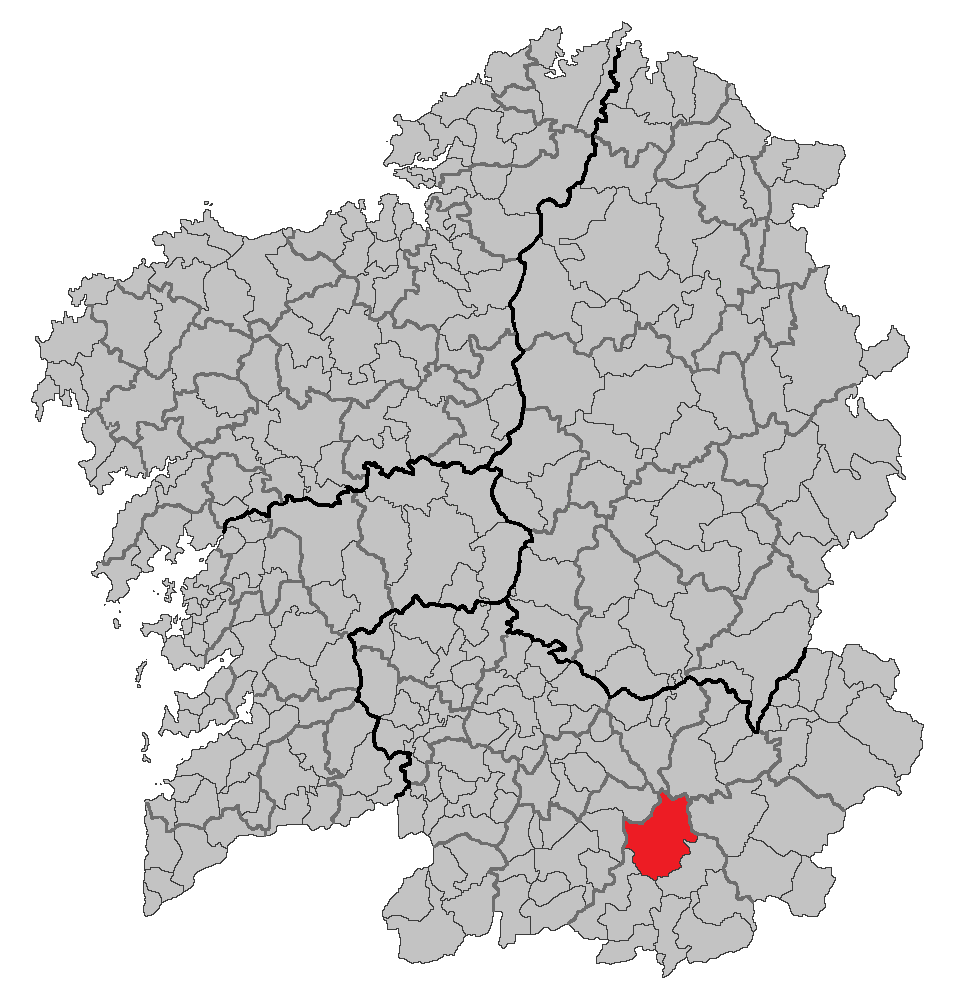
Localização de Laza

Laça (Laza) é um município galego da Espanha na província 
de Ourense, 
comunidade autónoma da Galiza, de área 215,91 km² com 
população de 1287 habitantes (2018) e densidade populacional de 5,69 hab/km².

## Demografia
| Variação demográfica do município entre 1991 e 2004 | Variação demográfica do município entre 1991 e 2004 | Variação demográfica do município entre 1991 e 2004 | Variação demográfica do município entre 1991 e 2004 |
| --------------------------------------------------- | --------------------------------------------------- | --------------------------------------------------- | --------------------------------------------------- |
| 1991                                                | 1996                                                | 2001                                                | 2004                                                |
| 2366                                                | 2194                                                | 1904                                                | 1800                                                |

## Etimologia
A origem etimológica do topónimo Laza parece ter a sua origem no vocábulo latino latium, que corresponderia à região chamada de Lácio da Península Itálica entre os rios Tibre e Liri, e da que se supõem que tenham vindo os primeiros romanos que se fixaram neste vale, ainda que alguns autores como Antonio-Augusto Diéguez Añel acharem que tem origem prérromânica. 